# Macho (fisica)
Con l'acronimo MACHO (dall'inglese  MAssive Compact Halo Object, ossia oggetto compatto massiccio di alone) si identificano gli oggetti astronomici che potrebbero rappresentare una parte importante della materia oscura presente nell'alone galattico. Per questo motivo, la categoria dei MACHO non comprende solo gli oggetti compatti propriamente detti (nane bianche, stelle di neutroni e buchi neri) ma anche pianeti e nane brune, che come i primi sono caratterizzati da un rapporto massa/luminosità molto più elevato di quello delle stelle normali (e sono quindi molto meno luminosi). D'altra parte, un oggetto di una di queste classi che non faccia parte dell'alone non è un MACHO: ad esempio, i pianeti del sistema solare non possono far parte di questa categoria in quanto il sistema si trova nel braccio di Orione, dunque nel piano galattico.
L'acronimo è nato nei primi anni novanta, nel quadro dei tentativi di individuare la natura della cosiddetta materia oscura.
Tuttavia l’ipotesi dell’esistenza dei MACHO è stata recentemente messa in discussione dalle scoperte del team di Fabrizio Nicastro che, utilizzando il telescopio XMM-Newton dell'Agenzia Spaziale Europea, ha dimostrato l’esistenza di filamenti di gas caldo intergalattico nell'alone del quasar 1ES 1553+113: i risultati di tale scoperta, pubblicati sulla rivista Nature del giugno del 2018, sono al vaglio della comunità scientifica e proverebbero l’esistenza della componente barionica della materia oscura nei filamenti di gas caldo intergalattico che si estenderebbero su tutto l’universo come una ragnatela. 

## Ipotesi
Dal punto di vista storico, l'ipotesi che la massa degli aloni galattici potesse essere spiegata con oggetti astronomici "convenzionali" di scarsa luminosità (quelli che oggi sono chiamati MACHO) è stata avanzata fin dagli anni settanta, immediatamente dopo le prime misure delle curve di rotazione delle galassie a spirale. Queste misure dimostrarono che la massa delle galassie è almeno 3 volte superiore a quella delle stelle che vi osserviamo, e che il resto (cioè almeno i due terzi) della massa risiede in quello che fu chiamato alone, ovvero in una componente approssimativamente sferica, molto più estesa di quella stellare, che non emette radiazione a livelli apprezzabili ed è quindi rivelabile solo attraverso i suoi effetti gravitazionali.
L'ipotesi che la materia oscura fosse costituita da MACHO (termine che all'epoca non esisteva ancora) subì un duro colpo negli anni ottanta, quando le teorie cosmologiche cominciarono a richiedere l'esistenza di materia oscura "non barionica" (ovvero composta da particelle elementari ancora ignote, piuttosto che da oggetti astronomici). Tuttavia essa sopravvisse poiché non c'era la certezza che queste teorie fossero corrette, ed inoltre nessuna di esse escludeva che esistessero sia la componente "non barionica" che i MACHO; in particolare, si pensava che la materia "non barionica" potesse essere diffusa nello spazio fra le galassie, mentre gli aloni galattici potevano ancora essere composti in larga parte da MACHO.

## Verifica sperimentale
Nei primi anni novanta fu possibile sottoporre l'"ipotesi MACHO" ad una verifica sperimentale. La tecnica usata fu quella di un monitoraggio sistematico di alcuni milioni di stelle delle Nubi di Magellano. Lo scopo era di individuare variazioni nella luminosità di queste stelle che fossero dovute al transito di un MACHO dell'alone della nostra galassia sulla linea di vista: questi transiti hanno l'effetto di incrementare fortemente la luminosità della stella osservata, per via di un effetto di lente gravitazionale.

MACHO era originariamente il nome di questo programma di monitoraggio, ma cominciò rapidamente ad essere associato dapprima agli eventi di lensing che si volevano rilevare, e poi in generale a tutti gli oggetti che potevano causare uno di questi eventi.
L'esperimento MACHO ebbe successo, rivelando alcuni eventi che con tutta probabilità sono dovuti al lensing gravitazionale causato dal transito di un MACHO. Tuttavia questi eventi sono in numero molto inferiore a quello che ci si aspetterebbe nel caso che l'alone galattico fosse composto in larga parte da MACHO.
La conclusione generalmente accettata è che i MACHO esistono, ma la loro massa totale è molto inferiore a quella dell'alone di materia oscura, per cui essi non sono importanti a livello cosmologico; inoltre essi sono quasi sicuramente trascurabili anche al livello della dinamica interna delle galassie.